# Paul Miry
Paul Pierre Miry (Gant, 14 d'agost, 1868 - Ixelles, 11 de març, 1926), fou un violoncel·lista i violinista belga.
Va ser professor especialitzat en música de cambra al Conservatori de Brussel·les, i un dels seus alumnes entre 1920/23, fou André Sas Orchassal.
El seu fill Karel Miyi també és músic.

## Obres
- Aspiration. Violin and piano, (Paul Klinck, (violí), Katrijn Friant, (piano).
- Dance napolitaine. Violin and piano, idem	.
- Taccolata di tarantella. Violin and piano, idem.
- Priere. Violin and piano, idem.